# ハイイヌガヤ
ハイイヌガヤ（這犬榧、学名：Cephalotaxus harringtonia var. nana）は、イヌガヤ科イヌガヤ属の常緑低木。針葉樹。別名はアイヅイヌガヤ、アイズイヌガヤ、エゾイヌガヤ。

## 特徴
基本変種、イヌガヤ Cephalotaxus harringtonia が、北海道、本州の日本海側の多雪地帯に適応した変種。
積雪に適応して幹の下部が地を這い、枝は斜上し、高さは1-2mほどになる。葉の形は線形で長さ25-35mm、幅2.5-3mm、表面は濃緑色で光沢を持ち、裏面は粉白色を帯び、気孔帯がある。先端は尖るが触っても痛くない。
花期は5-6月、雌雄異株で雄花は黄色、雌花は緑色。種子は10月頃、外種皮が赤く熟し、食用になる。
属名の Cephalotaxus は「頭状の花をつけるTaxus(イチイ属)」、種小名の harringtonia は人名、変種名の nana は「小さい」の意味。

## 分布と生育環境
北海道西南部、本州の日本海側の青森県から山口県、四国の石鎚山に分布し、多雪地の林床に自生する。
ユキツバキ、ヒメモチ、ヒメアオキ、エゾユズリハ、ツルシキミなどの日本海要素の常緑地這植物とともに、ブナ林などの林床にみられる。イチイ科（または、イヌガヤ科）カヤ属のカヤの日本海型要素の変種であるチャボガヤ Torreya nucifera var. radicans と混生することも珍しくない。

## ギャラリー
- 葉の表面
- 葉の裏面
- 雄花